# Thornfalcon
Thornfalcon är en ort och civil parish i Storbritannien.   Den ligger i grevskapet Somerset och riksdelen England, i den södra delen av landet, 210 km väster om huvudstaden London. Thornfalcon ligger 24 meter över havet och antalet invånare är 119.
Terrängen runt Thornfalcon är platt åt nordost, men åt sydväst är den kuperad. Runt Thornfalcon är det ganska tätbefolkat, med 160 invånare per kvadratkilometer. Närmaste större samhälle är Taunton, 5,5 km väster om Thornfalcon. Trakten runt Thornfalcon består till största delen av jordbruksmark.